# Mogera
Mogera is een geslacht van zoogdieren uit de familie van de mollen (Talpidae). De wetenschappelijke naam van het geslacht werd in 1848 gepubliceerd door Auguste Pomel.

## Soorten
Er worden tien soorten in dit geslacht geplaatst:
- Mogera etigo Yoshiyuki & Imaizumi, 1991
- Mogera hainana (Thomas, 1910)
- Mogera imaizumii (Kuroda, 1957)
- Mogera insularis (Swinhoe, 1863)
- Mogera kanoana Kawada et al., 2007
- Mogera latouchei O. Thomas, 1907
- Mogera robusta Nehring, 1891
- Mogera tokudae Kuroda, 1940
- Mogera uchidai (H. Abe, Shiraishi, & Arai, 1991)
- Mogera wogura (Temminck, 1842)